# Comunidad (paroisse civile)
Comunidad est l'une des deux paroisses civiles de la municipalité de Maroa dans l'État d'Amazonas au Venezuela. Sa capitale est Comunidad.